# آدفوویر
آدفوویر (انگلیسی: Adefovir) یک داروی ضد ویروسی است که برای درمان عفونت‌های (مزمن) ویروس هپاتیت ب استفاده می‌شود. یک نوع پیش‌دارو از آدفوویر پیش‌تر bis-POM PMEA نامیده می‌شد و با نام تجاری Preveon و Hepsera به فروش می‌رسید. این دارو آنالوگ نوکلئوتیدی مهارکننده ترانس کریپتاز معکوس (ntRTI) است و می‌توان آن را به عنوان پیوکسیل پیش‌داروی آدفوویر دیپیووکسیل فرموله کرد.
آزمایش‌های آدفوویر در بیماران مبتلا به HIV تاکنون نتیجه فایده روشنی نداشته است.

## ساز و کار

آدفوویر دیپیووکسیل

آدفوویر با مسدود کردن آنزیم رونوشت‌بردار معکوس که یک آنزیم مهم برای تولید مثل HBV در بدن است نقش مهمی را ایفا می‌کند.  این دارو برای درمان هپاتیت ب مزمن در بزرگسالان با شواهدی از تکثیر فعال ویروسی یا شواهدی از افزایش مداوم آمینوترانسفرازهای سرم (در درجه اول ALT) یا بیماری‌های بافت شناسی فعال تأیید شده است.
مزیت اصلی آدفوویر نسبت به لامیوودین (نخستین NRTI که برای درمان HBV تأیید شده است) این است که مدت زمان طولانی تری طول می‌کشد تا ویروس در برابر آن مقاومت کند.
آدفوویر دیپیووکسیل حاوی دو واحد پیوالویل‌اکسی‌متیل است که آن را به یک فرم پیش‌دارویی آدفوویر تبدیل می‌کند.